# Tábua astronómica

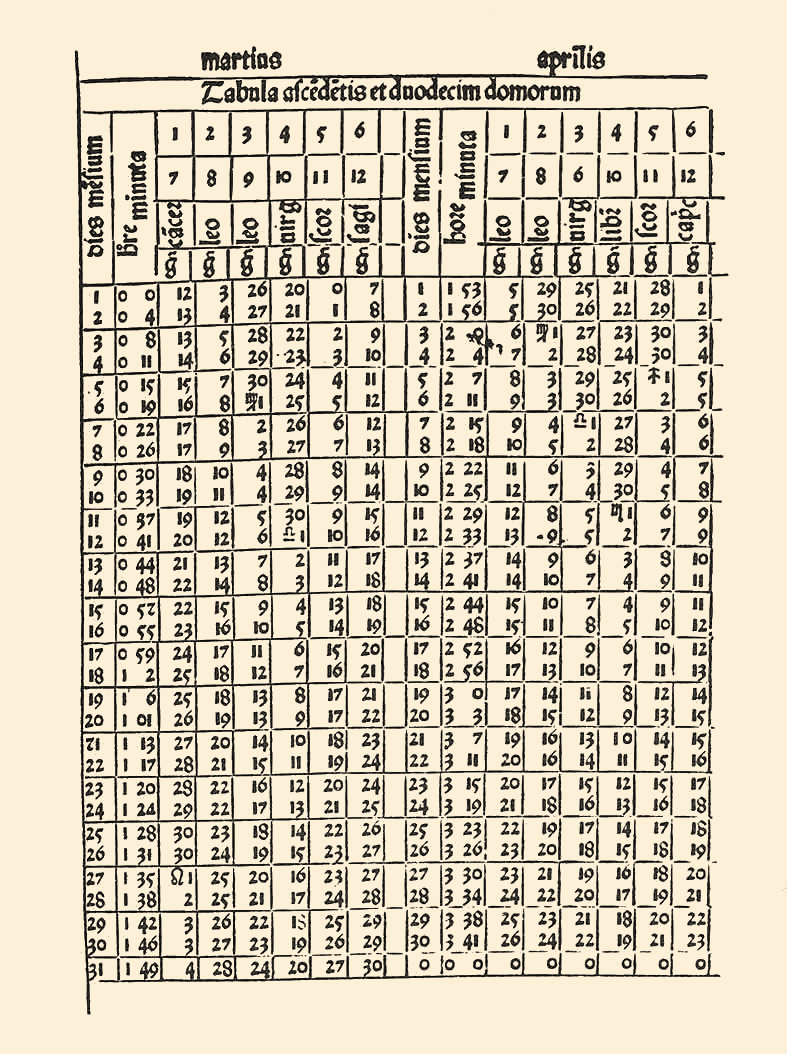
Tábua astronómica do Almanach Perpetuum, obra de Abraão Zacuto sobre astronomia

Tábua astronómica (ou "Roteiro Calendário") era um sistema usado para transferir o lugar geométrico ocupado no céu pelo Sol, pelos planetas do sistema solar e pelas "estrelas fixas" mais visíveis para a posição ocupada ou indicada por um segundo observador.
As tábuas tinham normalmente a mesma estrutura, indicavam os "lugares" dos astros. Equivalente à longitude celeste actual, para vários anos de um ciclo, variável com o planeta (no caso do Sol era de quatro anos). Também incluíam tábuas complementares referentes a vários fenómenos celestes.
Quando se introduziram na náutica as observações astronómicas que a revolucionaram, em particular a observação de altura meridiana do Sol para com o conhecimento da declinação solar, se poder calcular  a latitude do lugar, recorreu-se às tábuas Almanach Perpetuum, do astrónomo judeu Abraão Zacuto, e publicadas em Leiria em 1496.
Samuel Zacuto então criou as "Tábuas de Declinação do Sol" que foram feitas para o Rei de Portugal D. João II, e entregues a Colombo na véspera de sua primeira viagem. Hoje as tábuas encontram-se exposta no Museu Hebraico de Nova Iorque.